# Батлер-Бич (Флорида)
Батлер-Бич (англ. Butler Beach) — статистически обособленная местность, расположенная в округе Сент-Джонс (штат Флорида, США) с населением в 4436 человек по статистическим данным переписи 2000 года.

## География
По данным Бюро переписи населения США статистически обособленная местность Батлер-Бич имеет общую площадь в 6,47 квадратных километров, водных ресурсов в черте населённого пункта не имеется.
Статистически обособленная местность Батлер-Бич расположена на высоте 1 м над уровнем моря.

## Демография
По данным переписи населения 2000 года в Батлер-Бич проживало 4436 человек, 1385 семей, насчитывалось 2152 домашних хозяйств и 3694 жилых дома. Средняя плотность населения составляла около 685,63 человек на один квадратный километр. Расовый состав населённого пункта распределился следующим образом: 97,97 % белых, 0,29 % — чёрных или афроамериканцев, 0,18 % — коренных американцев, 0,70 % — азиатов, 0,45 % — представителей смешанных рас, 0,41 % — других народностей. Испаноговорящие составили 1,49 % от всех жителей статистически обособленной местности.
Из 2152 домашних хозяйств в 13,6 % воспитывали детей в возрасте до 18 лет, 57,8 % представляли собой совместно проживающие супружеские пары, в 4,8 % семей женщины проживали без мужей, 35,6 % не имели семей. 28,0 % от общего числа семей на момент переписи жили самостоятельно, при этом 12,7 % составили одинокие пожилые люди в возрасте 65 лет и старше. Средний размер домашнего хозяйства составил 2,06 человек, а средний размер семьи — 2,47 человек.
Население статистически обособленной местности по возрастному диапазону по данным переписи 2000 года распределилось следующим образом: 12,1 % — жители младше 18 лет, 4,3 % — между 18 и 24 годами, 19,6 % — от 25 до 44 лет, 34,4 % — от 45 до 64 лет и 29,6 % — в возрасте 65 лет и старше. Средний возраст жителей составил 54 года. На каждые 100 женщин в Батлер-Бич приходилось 94,8 мужчин, при этом на каждые сто женщин 18 лет и старше приходилось 93,4 мужчин также старше 18 лет.
Средний доход на одно домашнее хозяйство статистически обособленной местности составил 46 319 долларов США, а средний доход на одну семью — 61 850 долларов. При этом мужчины имели средний доход в 36 875 долларов США в год против 31 399 долларов среднегодового дохода у женщин. Доход на душу населения статистически обособленной местности составил 46 319 долларов в год. 4,2 % от всего числа семей в населённом пункте и 6,3 % от всей численности населения находилось на момент переписи населения за чертой бедности, при этом 10,2 % из них были моложе 18 лет и 3,6 % — в возрасте 65 лет и старше.